# Virgil Trandafirescu
Virgil Trandafirescu (Turnu-Severin, 7 settembre 1907 – Cosâmbești, 23 giugno 1944) è stato un militare e aviatore rumeno, che fu comandante del Grupul 7 vânătoare della Forțele Aeriene Regale ale României durante la seconda guerra mondiale, venendo decorato con l'Ordine di Michele il Coraggioso di terza classe.

## Biografia
Nacque il 7 settembre 1907 a Turnu-Severin, figlio di Florea, impiegato presso il tribunale cittadino, e di Ecaterina Trandafirescu.
Frequentò la scuola elementare e superiore a Turnu-Severin, poi la scuola militare a Cotroceni e nel 1939 divenne ufficiale in servizi attivo nella Forțele Aeriene Regale ale României.
Il 7 febbraio 1939 sposò la signorina Alexandrina Borduşanu, da cui ebbe un figlio Mihai. Il 16 luglio 1939 lui e Dumitru Pufi Popescu, entrambi della Flotila 1 vânătoare, si classificarono rispettivamente al 2º posto nelle serie B e A alla Gara nazionale di acrobazia aerea di Băneasa. 
Il 22 giugno 1941, la Flotila 1 vânătoare, al comando di aviatore Mihail Romanescu, era pronta a operare sul fronte della Bessarabia.  Il Grupul 3 vânătoare comandato dal tenente comandante Gheorghe Miclescu era composto dalle Escadrila 51 e 52 vânătoare, equipaggiate con aerei Heinkel He 112B-1, e dalla Escadrila 53 vânătoare dotata degli Hawker Hurricane Mk.1. Nella notte tra il 21 e il 22 giugno 1941, in tutte le unità dell'aviazione schierate al fronte, i piloti si radunano attorno ai loro comandanti che lessero loro il messaggio di incoraggiamento per la riconquista della Bessarabia e della Bucovina settentrionale mandato dal Sottosegretario di Stato per l'Aeronautica, generale Gheorghe Jienescu. La Escadrila 51 vânătoare attacco all'aeroporto di Ismail-Caraclia, abbattendo alcuni caccia Polikarpov I-16 Rata che cercavano di decollare, e il sottotenente Teodor Moscu abbatté un aereo al decollo e altri due in combattimento rientrando poi alle 4:50 a Râmnicu-Sărat. Dopo la prima ondata, i bombardieri rumeni del Gruppo del generale Constantin Celăreanu presero parte alla seconda ondata, colpendo gli stessi obiettivi. Il primo giorno di guerra la FARR distrusse oltre 60 aerei nemici, oltre a un numero impressionante di carri armati, veicoli e treni. L'aeronautica militare rumena perse sette bombardieri e un aereo da ricognizione, e di questi, solo due equipaggi sopravvissero.
Le azioni dei piloti rumeni furono comunicate dal maresciallo Ion Antonescu nell'ordinanza n. 1 del 13 luglio 1941. Nel pomeriggio del 16 ottobre 1941 le truppe rumene conquistarono Odessa,  dopo aspri combattimenti. Il 23 ottobre la Flotila 1 vânătoare ritornò a Pipera, avendo subito la perdita di 10 piloti, mentre 5 rimasero feriti e 2 risultarono dispersi. Dopo il disastro subito dagli eserciti tedesco, rumeno, ungherese e italiano nell'inverno 1942-1943 nell'ansa del Don e a Stalingrado, il Comando tedesco pianificò un'offensiva su vasta scala nella zona di Orel-Kursk-Belgorod-Kharkov, che avrebbe garantito la ripresa dell'iniziativa e la riconquista delle regioni perdute. A tal fine iniziò la preparazione e la concentrazione di ingenti forze nella regione.
A quel tempo, la linea del fronte si era stabilizzata a sud, lungo l'allineamento Izium-Stalino-Voroshilovgrad-Taganrog, un'area in cui avrebbero operato la 4. Luftflotte, comandata dal feldmaresciallo Wolfram von Richthofen, e il corpo aereo rumeno comandato dal generale Ermil Gheorghiu. I piloti rumeni sarebbero stati assegnati al Grupul 7 vânătoare, da lui comandato, dotato dei caccia Messerschmitt Bf 109G e integrato nello Jagdgeschwader 3 "Udet", un reparto di elité della Luftwaffe.
Nella grande battaglia dell'estate del 1943, combattuta sul fronte Orël-Kursk-Kharkov-Stalino, le forze tedesco-rumene subirono pesanti perdite di uomini e mezzi, a causa della schiacciante superiorità numerica del nemico, e furono costrette a ritirarsi.
Il 23 ottobre 1943 il Grupul 7 vânătoare rientrò in Patria sostituito dal Grupul 9 vânătoare, sull'aeroporto di Genișesc. All'inizio dell'aprile 1944, contemporaneamente all'offensiva russa da est, iniziarono gli attacchi aerei americani e britannici contro la Romania. La missione della forza da bombardamento anglo-americana era di distruggere l'industria bellica nemica nell'Europa meridionale e nei Balcani e di distruggere la zona petrolifera di Ploiești.
Nell'aprile 1944, la 15th Air Force dell'USAAF e la 205ª forza aerea britannica di stanza in Italia effettuarono 11 attacchi contro la Romania, prendendo di mira le città di Bucarest, Ploieşti, Câmpina, Braşov e Turnu Severin.
Il Grupul 6 vânătoare, dotato dei caccia IAR 80 e il Grupul 7 vânătoare equipaggiato con i Bf 109G parteciparono alla della difesa del territorio nazionale, impegnando duri combattimento contro i bombardieri e i caccia nemici. Nel maggio 1944 l'USAAF effettuò 15 attacchi diurni e quella britannica 5 bombardamenti notturni.
Gli americani ripeterono i bombardamenti delle raffinerie e degli impianti di Ploieşti nel mese di giugno, perché il 40% del consumo di carburante dell'esercito tedesco proveniva da lì.
Il 23 giugno 1944, l'aviazione americana bombardò nuovamente la Società Romeno-Americana e Giurgiu come obiettivo secondario. La formazione americana, benché fortemente supportata dai caccia North American P-51 Mustang, perse 6 quadrimotori. Quel giorno perse la vita quando il suo aereo fu abbattuto da un caccia P-51 di scorta nemico. La salma fu tumulata nel cimitero di Ghencea.